# Panik in Chicago
Panik in Chicago ist der sehr seltene Fall eines deutschen Gangsterfilms in US-amerikanischer Leinwandtradition. Unter der Regie von Robert Wiene spielten 1931 Olga Tschechowa, Hans Rehmann, Ferdinand  Hart und Hilde Hildebrand die Hauptrollen. Die Geschichte basiert auf dem gleichnamigen Roman (1930) von Robert Heymann.

## Handlung
Zwei rivalisierende Gangsterbanden unter der Führung von Al Patus und Billy Morand machen das Leben in Chicago rund um das Jahre 1930 unsicher. In diesem Umfeld betreibt der junge Mr. Taglioni ein Bankhaus, das direkt an das Revuetheater „Folies Caprices“ angrenzt, an dem Taglioni gleichfalls finanziell beteiligt ist. Die Tänzerin Suzy Owen, Taglionis Geliebte, ist dort der große Star. Ihre Kollegin Florence Dingley wiederum ist die Gefährtin des Diamantenhändlers Percy Boot und residiert sorgenfrei in einem von Percy finanzierten Apartment. Was niemand weiß: Die Bank Taglionis und die Revuebühnen sind lediglich Tarnfirmen der beiden Männer. Wenn sich Boot und Taglionis im Hinterzimmer der Revuebühne treffen, dann nur, um Geschäftliches zu besprechen, denn in Wahrheit sind die beiden Männer die Gangsterbosse Patus und Morand. Wegen eines anstehenden Drogentransportes kommt es zum Streit zwischen den beiden Mobster-Chefs, den Morand/Boot nicht überlebt. Ausgerechnet dessen Freundin Florence findet ihn tot auf. Kripochef Renard wird mit dem Fall, der wie ein Selbstmord hergerichtet wurde, betraut. Er hat zuletzt versucht, mehrere Banküberfälle aufzuklären, die in Zusammenhang mit Taglioni stehen. Nicht zu Unrecht vermutet der Kripomann, dass die beiden Fälle miteinander in Verbindung stehen.
Florence möchte ebenfalls herausfinden, wie es zum Tod ihres Geliebten kam, und erfährt dazu einiges vom Chauffeur Tom, dem einzigen Verwandten des Ermordeten. Sie glaubt, dass nur Taglioni hinter Percys gewaltsamem Tod stecken könne. Auch in einem Brief, den Percy in böser Vorahnung hinterlassen hatte, spricht dieser von Taglioni als seinem möglichen zukünftigen Mörder, sollte die letzte Unterredung schlecht verlaufen. Mit diesem Wissen geht Florence zu Taglioni und konfrontiert ihn mit Fragen, denen er aber geschickt ausweicht. Um seine Reaktion zu testen, behauptet sie, dass Percys alias Morands Bande den anstehenden Drogentransport zu überfallen plant, um den Profit ganz allein einzustreichen. Plötzlich hat es Taglioni alias Al Patus sehr eilig und stürmt zu seinen Leuten. Wenig später kommt es zwischen den beiden Banden zu einer heftigen Schießerei, bei der Al Patus verletzt wird. Taglioni kehrt ins Theater zurück, und es kommt zu einer erneuten Begegnung zwischen ihm und Florence. Er habe ihren Geliebten nicht erschossen, macht der Mafiaboss ihr klar. Florence glaubt ihm diesmal und hilft Patus/Taglioni bei der Flucht. Dabei wird sie von einem der Morand-Leute erschossen. Kommissar Renard ist derweil nicht untätig geblieben und hat seine Hausaufgaben gemacht. Dank eines Fernschreibens wird er auf die richtige Spur geführt, und der Polizist kann die Tänzerin Fay Davis als Mörderin Billy Morands überführen.

## Produktionsnotizen
Die Dreharbeiten begannen am 8. April 1931 in den D.L.S.-Ateliers in Staaken bei Berlin und endeten im darauf folgenden Monat. Der Film erlebte seine Uraufführung am 23. Juni 1931 in Berlins UFA-Palast am Zoo. In Österreich lief der Film wenig später unter dem Titel Panik in der Unterwelt an.
Leo Meyer übernahm die Produktionsleitung, Robert Leistenschneider die Aufnahmeleitung. Robert Neppach und Erwin Scharf gestalteten die Filmbauten, Erich Lange war für den Ton zuständig. Fritz von Friedl war Willy Goldbergers Kameraassistent, Max Grix Standfotograf.
Lola Chlud und Willy Trenk-Trebitsch gaben hier ihren Einstand vor der Kamera.

## Wissenswertes
Der Film wie die Romanvorlage sind eine unmittelbare Reaktion auf die jüngsten Vorgänge in US-amerikanischen Ostküstenmetropolen. Dort sorgten mafiöse Gangsterbanden mit ihren kriminellen und äußerst brutalen Aktivitäten für Schlagzeilen, die es auch in europäische Zeitungen schafften. Namen wie Al Capone wurden zu Inbegriffen des US-Mobstertums. Nachdem sich in den Vereinigten Staaten Filme wie Der kleine Cäsar mit Edward G. Robinson und Der öffentliche Feind mit James Cagney als große Kassenerfolge erwiesen, wollte man auch in Deutschland den Versuch eines „amerikanischen“ Gangsterfilmstoffes wagen. Sehr deutsche Kriminalfilme hatte bereits der Regisseur und Produzent Alfred Zeisler seit Beginn der Tonfilmära hergestellt. Panik in Chicago zog trotz seines Erfolges in Deutschland kaum weitere Hollywood-Nachahmer nach sich.

## Kritik
Die Österreichische Film-Zeitung schrieb: „Die fortgesetzten Zeitungsberichte über das Bandenwesen in den großen amerikanischen Städten, namentlich New York und Chicago, macht den … Film … angesichts der Aktualität seines Themas im höchsten Grade interessant. Dazu kommt, dass die Handlung eine Fülle spannendster Einzelheiten aus den Kämpfen der amerikanischen Unterwelts- und Alkoholschmugglerbanden untereinander bringt, wobei, zur Erhöhung des Interesses, zum Teil Gestalten und Ereignisse aus der Wirklichkeit übernommen wurden.“